# Rosalía Tárraga
Rosalía Tárraga (* 3. November 1996) ist eine spanische Leichtathletin, die sich auf den Mittelstreckenlauf spezialisiert hat.

## Sportliche Laufbahn
Erste internationale Erfahrungen sammelte Rosalía Tárraga bei den Crosslauf-Europameisterschaften 2022 in Turin, bei denen sie in 17:24 min gemeinsam mit Jesús Gómez, Solange Pereira und Adrián Ben auf Anhieb die Silbermedaille in der Mixed-Staffel hinter dem italienischen Team gewann. Im Jahr darauf gelangte sie bei den Crosslauf-Weltmeisterschaften 2023 in Bathurst mit 25:14 min auf Rang elf in der Mixed-Staffel und im Dezember belegte sie bei den Crosslauf-Europameisterschaften in Brüssel in 20:44 min den achten Platz.

## Persönliche Bestleistungen
- 1500 Meter: 4:11,88 min, 14. Juni 2023 in Castellón de la Plana
  - 1500 Meter (Halle): 4:18,41 min, 25. Januar 2023 in Valencia
- 3000 Meter: 9:25,17 min, 10. Juli 2021 in L’Hospitalet
  - 3000 Meter (Halle): 9:06,37 min, 11. Februar 2023 in Ourense